# European Sevens Championship Femenino 2009
El European Sevens Championship Femenino de 2009 fue la séptima edición del campeonato de selecciones nacionales femeninas europeas de rugby 7.

## Fase de grupos

### Grupo A
| Equipo     | Encuentros | Encuentros | Encuentros | Encuentros | Tantos  | Tantos    | Tantos     | Puntos |
| Equipo     | jugados    | ganados    | empatados  | perdidos   | a favor | en contra | diferencia | Puntos |
| ---------- | ---------- | ---------- | ---------- | ---------- | ------- | --------- | ---------- | ------ |
| Inglaterra | 4          | 4          | 0          | 0          | 87      | 5         | +82        | 12     |
| España     | 4          | 3          | 0          | 1          | 43      | 24        | +19        | 10     |
| Francia    | 4          | 1          | 1          | 2          | 57      | 60        | -3         | 7      |
| Portugal   | 4          | 1          | 1          | 2          | 36      | 63        | -27        | 7      |
| Suecia     | 4          | 0          | 0          | 4          | 18      | 88        | -71        | 4      |

### Grupo B
| Equipo       | Encuentros | Encuentros | Encuentros | Encuentros | Tantos  | Tantos    | Tantos     | Puntos |
| Equipo       | jugados    | ganados    | empatados  | perdidos   | a favor | en contra | diferencia | Puntos |
| ------------ | ---------- | ---------- | ---------- | ---------- | ------- | --------- | ---------- | ------ |
| Países Bajos | 4          | 4          | 0          | 0          | 111     | 19        | +92        | 12     |
| Alemania     | 4          | 3          | 0          | 1          | 50      | 36        | +14        | 10     |
| Rusia        | 4          | 2          | 0          | 2          | 56      | 48        | +8         | 8      |
| Italia       | 4          | 1          | 0          | 3          | 29      | 61        | -32        | 6      |
| Moldavia     | 4          | 0          | 0          | 4          | 7       | 89        | -82        | 4      |

## Fase Final

#### Copa de oro
|  | Semifinales  | Semifinales  | Semifinales |        |            | Copa         | Copa         | Copa         |  |
|  |              |              |             |        |            |              |              |              |  |
|  |              |              |             |        |            |              |              |              |  |
|  | Inglaterra   | Inglaterra   | 44          |        |            |              |              |              |  |
|  | Inglaterra   | Inglaterra   | 44          |        |            |              |              |              |  |
|  | Alemania     | Alemania     | 0           |        |            |              |              |              |  |
|  | Alemania     | Alemania     | 0           |        | Inglaterra | Inglaterra   | 20           |              |  |
|  |              |              |             |        | Inglaterra | Inglaterra   | 20           |              |  |
|  |              |              | España      | España | 12         |              |              |              |  |
|  | España       | España       | España      | España | 12         | 12           |              |              |  |
|  | España       | España       |             |        |            | 12           |              |              |  |
|  | Países Bajos | Países Bajos | 7           |        |            | Tercer lugar | Tercer lugar | Tercer lugar |  |
|  | Países Bajos | Países Bajos | 7           |        |            | Tercer lugar | Tercer lugar | Tercer lugar |  |
|  |              |              |             |        |            |              |              |              |  |
|  |              |              |             |        |            | Países Bajos | Países Bajos | 35           |  |
|  |              |              |             |        |            | Países Bajos | Países Bajos | 35           |  |
|  |              |              |             |        |            | Alemania     | Alemania     | 10           |  |
|  |              |              |             |        |            | Alemania     | Alemania     | 10           |  |
|  |              |              |             |        |            |              |              |              |  |

| Bandera de Inglaterra |
| Campeón Inglaterra    |
| Cuarto título         |